# Club Sportivo Cerrito
Pour les articles homonymes, voir Cerrito.
Actualités
Le Club Sportivo Cerrito est un club uruguayen de football basé à Montevideo. 

## Historique
- 28 octobre 1929 : fondation du club

## Identité visuelle

### Logo

Logo.

## Palmarès
- Championnat d'Uruguay de deuxième division
  - Champion : 2003